# تیاگو گوویا
تیاگو گوویا (انگلیسی: Tiago Gouveia؛ زادهٔ ۱۸ ژوئن ۲۰۰۱) بازیکن فوتبال اهل پرتغال است.
از باشگاه‌هایی که در آن بازی کرده‌است می‌توان به باشگاه فوتبال اسپورتینگ اشاره کرد.
وی همچنین در تیم‌های ملی فوتبال زیر ۱۵ سال پرتغال، زیر ۱۶ سال پرتغال، زیر ۱۷ سال پرتغال، زیر ۱۸ سال پرتغال، زیر ۱۹ سال پرتغال، و زیر ۲۱ سال پرتغال بازی کرده‌است.